# Wolfgang Welt
Wolfgang Welt (* 31. Dezember 1952 in Bochum; † 19. Juni 2016 ebenda) war ein deutscher Schriftsteller.

## Leben
Nach der Kirchschule, dem Abitur auf dem Lessing-Gymnasium in Bochum-Langendreer und Studien der Anglistik und Geschichte an den Universitäten in Bochum und Dortmund arbeitete Wolfgang Welt bis 1981 als Schallplattenverkäufer. 1979 hatte er zum 20. Todestag von Buddy Holly als freier Musikjournalist begonnen, für verschiedene Zeitschriften wie Sounds, Musikexpress oder Marabo sowie für die bei Rowohlt erschienene Anthologie Rock Session zu schreiben. Bekannt wurde Welt durch seine mitunter polemischen Kritiken. Den Liedermacher Heinz Rudolf Kunze bezeichnete er beispielsweise als „singenden Erhard Eppler“.
Nach einer psychischen Erkrankung, über die er in seinen autobiographischen Texten erzählt, beendete er seine Journalistenlaufbahn. Seit 1982 arbeitete er als Wachmann, davon seit 1991 ununterbrochen im Schauspielhaus Bochum.
Er starb am 19. Juni 2016 nach kurzer, schwerer Krankheit. Sein Nachlass wurde vom Düsseldorfer Heinrich-Heine-Institut übernommen.

## Werk
Einen wichtigen Teil des Werks bilden die vielen kleineren und größeren publizistischen Texte, die für Zeitschriften und Anthologien verfasst wurden, Platten- und Konzert-Rezensionen, Theater- und Literatur-Kritiken, Reportagen und Impressionen von Maloche, Fußball und Leben im Ruhrgebiet. Eine umfangreiche Sammlung davon gab Martin Willems heraus unter dem Titel Ich schrieb mich verrückt: Texte von Wolfgang Welt 1979-2011.
Das Hauptwerk des Buddy-Holly-Verehrers, Literaten und Fußball-Fans Welt besteht aus einer autobiographischen Romanreihe mit den Romanen Peggy Sue, Der Tick und Der Tunnel am Ende des Lichts, Doris hilft und Fischsuppe. In ihnen beschreibt Wolfgang Welt seinen Weg durch die 1980er-Jahre mit Rückwendungen in die Abiturszeit um 1970 bis zum Jahr 2005 (Fischsuppe, letzte Seite): „Hartmann hörte auf. Für ihn kam Elmar Goerden.“ Die Pannschüppe blieb unvollendet und sollte Welts Leben vor Peggy Sue erzählen.
Eine erste Sammlung seiner Werke ist 2006 unter dem Titel Buddy Holly auf der Wilhelmshöhe (Suhrkamp) erschienen. Jahrelang als Geheimtipp ein Außenseiter des Literaturbetriebs – von der im Konkret-Literatur-Verlag erschienenen Erstausgabe von Peggy Sue wurden nur wenige hundert Exemplare verkauft –, erreicht Wolfgang Welt seit der Resonanz auf die Suhrkamp-Ausgabe seines Schaffens (zum Beispiel Artikel in Spex, „Buch des Monats“ in konkret und Porträts in der taz) ein breiteres Publikum. Schon die Wiederveröffentlichung 1997 im inzwischen wieder eingestellten Kleinverlag Edition Xplora fand ein beachtliches Echo u. a. im Spiegel. Kritiker schätzen Welts dichte Beschreibung des Ruhrgebiets und dessen amüsant-süffige Berichte aus dem Nachtleben und den Popzeitschriften-Redaktionen der 1980er-Jahre. „Ich will einigen Leuten ein Denkmal setzen, die sonst nicht mal einen Grabstein kriegen würden. Ich stell mich hinten an.“
Dieses Zitat aus Buddy Holly auf der Wilhelmshöhe – die Originalfassung der Erzählung wurde zuerst veröffentlicht in der 1982 von Diedrich Diederichsen im Kübler Verlag herausgegebenen Anthologie „Staccato. Musik und Leben“ – ist ein verborgenes Leitmotiv für das gesamte literarische Œuvre, in dem der Autor wie in „Herbert Grönemeyer lebt hier nicht mehr“, das zuerst 1993 in der taz erschien, immer wieder auf den Alltag in seiner Heimat zurückkommt.
Während kurz nach der Wiederveröffentlichung von Peggy Sue die sogenannte Pop-Literatur (Christian Kracht, Benjamin von Stuckrad-Barre) boomte, blieb Welt eine Randfigur, dessen Erzählungen aus den 1980er Jahren, u. a. veröffentlicht in den Sonderheften „Literatur Konkret“ bzw. „Sexualität Konkret“, jedoch von einer kleinen Fan-Gemeinde als stilbildend für das Genre anerkannt werden.
Zu seinen literarischen Förderern zählten der Regisseur Leander Haußmann, der Literaturkritiker Willi Winkler, der langjährige Suhrkamp-Lektor Hans-Ulrich Müller-Schwefe sowie Peter Handke, der sich im Frankfurter Traditionshaus für das Werk von Welt einsetzte. Mit Hermann Lenz pflegte er einen sich über 17 Jahre erstreckenden Briefwechsel. Die Veranstalter des Kölner Literaturfestivals lit.cologne luden Welt 2007 unter dem Titel „Wolfgang Welt berichtet aus Wolfgangs Welt“ zu einer Werkschau ein, der WDR widmete Welt unter dem Titel „Ein Abend mit Peggy Sue“ ein ausführliches Rundfunk-Feature.
2002 erhielt Welt ein Hermann-Lenz-Stipendium.
Im Juni 2014 wurde auf Initiative des Schriftstellers Marc Degens die Unterschriftenliste „Dreißig für Wolfgang Welt“ veröffentlicht. Darin forderten 30 namhafte Schriftsteller, Journalisten und Literaturwissenschaftler, unter ihnen Peter Handke, Dietmar Dath und Willi Winkler, Wolfgang Welt mit dem Literaturpreis Ruhr auszuzeichnen.
Das Düsseldorfer Heinrich-Heine-Institut widmete Wolfgang Welt 2018 eine Ausstellung. Unter dem Titel Aber ich schrieb mich verrückt. Die Wolfgang Welt-Ausstellung waren zahlreiche Nachlassmaterialien zu sehen. Im Frühling 2019 gab es die Ausstellung im Kulturgut Haus Nottbeck in Oelde zu sehen. Die nächste Station war Bochum-Langendreer vom 19. Juni bis zum 27. Juli 2019 im LutherLAB (Lutherkirche). Zum Rahmenprogramm gehörten Lesungen und Musik mit Frank Goosen, Thomas Anzenhofer, Helmut Brasse, Mike Litt, Arne Nobel, Klaus Märkert, Peter „Zonte“ Zontkowski und Rainer Küster, veranstaltet von Langendreer hat's !.
In der Nacht vom 20. auf den 21. Juni 2020 sendete der Deutschlandfunk eine dreistündige Lange Nacht über das Leben und Schreiben von Wolfgang Welt mit dem Titel Ich schrieb mich verrückt von Autor Martin Willems, Regisseur Jan Tengeler und Schriftsteller Frank Goosen als Sprecher. Die Sendung basiert auf einem Buch gleichen Titels aus dem Klartext-Verlag.
Am 31. Dezember 2022 druckte die taz eine bisher unveröffentlichte Geschichte ab, und Martin Willems erinnerte an Wolfgang Welts 70. Geburtstag. Nachträglich zum 70. Geburtstag gab es am 3. Februar 2023 eine Lesung im Schauspielhaus Bochum mit Ensemblemitgliedern und Frank Goosen.

## Werke
- Buddy Holly auf der Wilhelmshöhe, lange Originalversion der Erzählung mit Fotos aus dem Besitz der Familie Welt, in Staccato. Musik und Leben (Anthologie), hrsg. von Diedrich Diederichsen, Kübler-Verlag Akselrad, Heidelberg 1982, ISBN 3-921265-29-0. Hier fragt Wolfgang Welt nach seiner Einladung beim Lektor für Nachwuchsautoren im Suhrkamp-Verlag : „Verstehe ich ihn richtig ? Ich werde den ersten Pop- oder Rockroman für Suhrkamp schreiben ?“
- Kalter Bauer in Bochum, Erzählung, erschienen in Sexualität konkret 4/1983, Gremliza Verlag, Hamburg mit Fotos der Lokalitäten und Wolfgang von Andreas Böttcher.
- Einmal Tchibo und zurück, die kleine Erzählung erschien zur Buchmesse 1984 in Literatur Konkret, Heft 9, 1984/1985 mit dem Foto von Wolfgang vor Tchibo von Peter Wasielewski, das auch 1986 für Peggy Sue verwendet wurde, Gremliza Verlag, Hamburg. „Der Roman. Ich habe erst einen Satz, einen Titel und einen Lektor. Den Satz könnt ihr schon mal haben: „Ich würde sie ficken.“ Ein gutes Intro, finde ich.“
- Peggy Sue, Roman, Konkret Literatur Verlag, Hamburg 1986, ISBN 3-922144-62-4 (Weitere Ausgaben: 1997 in der Edition Xplora mit einem Vorwort von Leander Haußmann und weiteren Texten von Welt; Taschenbuchausgabe 1999 bei Heyne, heute bei Suhrkamp). Der Anfangssatz: „Etwa zwei Jahre nach unserer ersten Begegnung machte mir Sabine am Telefon Aussicht auf einen Fick, allerdings nicht mit ihr selber, sondern mit ihrer jüngeren Schwester.“
- Bob Dylan & Buddy Holly. Kein Vergleich The intended extended version, auf den Seiten 213–228 in Bob Dylan. 50 Jahre... , herausgegeben vom Arbeitsrat für Kultur e. V., Germinal Verlag, Fernwald, 1993. Es ist die erweiterte Fassung eines Vortragsmanuskripts für eine Veranstaltung in Bochum.
- Der Tick, Roman, Wilhelm Heyne Verlag, München 1999, ISBN 3-453-18986-8.
- Buddy Holly auf der Wilhelmshöhe. Drei Romane, Suhrkamp, Frankfurt am Main 2006, ISBN 3-518-45776-4. Diese Sammlung enthält Peggy Sue, die darin enthaltene titelgebende Erzählung, die weiteren autobiographischen Romane Der Tick und Der Tunnel am Ende des Lichts – wobei es letzteren nicht separat erschienen gibt – und einige kleinere Texte Wolfgang Welts.
- Doris hilft, Roman, und im Anhang Bob Dylan & Buddy Holly. Kein Vergleich, Nachwort von Willi Winkler. Suhrkamp, Frankfurt am Main 2009, ISBN 3-518-46051-X.
- Martin Willems (Hrsg.): Ich schrieb mich verrückt: Texte von Wolfgang Welt 1979–2011. Mit einem Vorwort von Peter Handke und einer Wolfgang-Welt-Bibliographie, Klartext, Essen 2012, ISBN 978-3-8375-0747-8.
- Fischsuppe, Engstler Verlag, Ostheim/Rhön 2014, ISBN 978-3-941126-57-2.
- Die Pannschüppe, Roman. Fragment. Mit einem Brief von Peter Handke, E-Mails zwischen Welt und Frank Witzel, sowie Briefen an Hermann Lenz und Siegfried Unseld. In : Schreibheft 88, Rigodon-Verlag, Essen, Februar 2017, hrsg. von Norbert Wehr, ISBN 978-3-924071-45-5.
- Kein Schlaf bis Hammersmith (und andere Musiktexte). Herausgegeben von Martin Willems, Verlag Andreas Reiffer, Meine 2020, ISBN 978-3-945715-81-9.
- Die Pannschüppe (und andere Geschichten und Literaturkritiken). Herausgegeben von Martin Willems, Verlag Andreas Reiffer, Meine 2020, ISBN 978-3-945715-82-6.

## Sekundärliteratur
- Rainer Küster: Der Parasit und der Nachtwächter. In: Rainer Küster: Bochumer Häuser. Geschichten von Häusern und Menschen, Oberhausen 2006, Seite 57–67, ISBN 978-3-89896-126-4.
- Thomas Hecken/Katja Peglow: Buddy Holly war nie auf der Wilhelmshöhe. In ECHT! Pop-Protokolle aus dem Ruhrgebiet, Salon Alter Hammer, Verlag für Ton und Text, Duisburg 2008, ISBN 978-3-940349-05-7.
- Steffen Stadthaus, Martin Willems (Hrsg.): „Über Alles oder Nichts.“ Annäherungen an das Werk von Wolfgang Welt. Aisthesis Verlag, Bielefeld 2013, ISBN 978-3-89528-996-5, Leseprobe.
- André Menke: Pop, Literatur und Autorschaft. Literarische Strategien und Inszenierungen bei Wolfgang Welt, Rocko Schamoni und Rafael Horzon. Iudicium Verlag, München 2016, ISBN 978-3-86205-450-3.
- Langendreerer Dorfpostille, Sonderausgabe zur Wolfgang Welt-Ausstellung Juni 2019, 44 Seiten mit und über Wolfgang Welt. Herausgeber und Redaktion: Laden e. V. DOPO, Oberstraße 100, 44892 Bochum.
- TEXT+KRITIK Heft 232 Wolfgang Welt, Hrsg.: Sascha Seiler, Beiträge von Thomas Ernst, Phillip Goodhand-Tait, Innokentij Kreknin, André Menke, Rolf Parr, Sascha Seiler, Jan Süselbeck, Wolfgang Welt mit dem Erstdruck von Jukebox Baby, einer Lesung im SWF vom 10. Dezember 1987, und Martin Willems. Fotos von Andreas Böttcher. edition text + kritik München, September 2021, ISBN 978-3-96707-544-1.